# Progresso Football Club
Progresso Football Club foi uma agremiação esportiva da cidade do Rio de Janeiro, fundada a 3 de agosto de 1914.

## História
Foi criado a 3 de agosto de 1914, como Parc Royal Football Club por funcionários da renomada loja de modas e tecidos. A 27 de fevereiro de 1917, o time tornou-se independente da casa comercial que tinha igual nome, passando a se intitular Progresso Football Club sob a presidência de Carlos Lopes.
Seu campo ficava na Rua João Rodrigues, no bairro de São Francisco Xavier. Já a sua sede estava localizada na Rua da Carioca, 77, segundo andar. Em 1916, atuou na Praça Marechal Deodoro da Fonseca, no antigo campo do São Cristóvão AC. Em 1924, mandou os seus jogos no campo da Rua Morais e Silva, na Tijuca.
Em 1917, 18 e 19, disputou o campeonato da Segunda Divisão da Liga Metropolitana de Desportos Terrestres (LMDT), ficando respectivamente em terceiro e sexto lugar.
Em 1920, foi sétimo colocado do Campeonato Carioca da Segunda Divisão. Em 1922, foi terceiro. Atingiu a sétima colocação no Campeonato Carioca, Série A, da Segunda Divisão, de 1923. Disputou pela primeira e única vez o Campeonato Carioca da Primeira Divisão em 1924 (LMDT). No ano seguinte, de acordo com o jornal Correio da Manhã, de 29 de maio de 1925, foi multado em 100$ de acordo com o artigo 26 do regulamento, o que acarretou na sua suspensão pelo resto da temporada.